# Lydia Hearst
Lydia Marie Hearst-Shaw (New York, 19 settembre 1984) è un'attrice, modella e blogger statunitense.

## Biografia
Nata nel 1984, figlia dell'attrice Patty Hearst e di Bernard L. Shaw, un ex agente di polizia di San Francisco, Hearst-Shaw ha frequentato la Sacred Heart University di Fairfield, nel Connecticut, fino al 2003, quando ha iniziato a fare la modella.

## Carriera

### Riviste e sfilate di moda
Nell'aprile 2004, il fotografo Steven Meisel l'ha ritratta in una foto che sarebbe diventata la sua prima copertina per Vogue Italia. Da allora, Hearst è apparsa a livello internazionale sulle copertine di una varietà di riviste come Vogue, Harper's Bazaar, Elle, Marie Claire, GQ, L'Officiel ed Esquire. Ha lavorato con fotografi famosi come Meisel, Patrick Demarchelier, Ellen Von Unwerth, Mario Testino, Peter Lindbergh, Inez van Lamsweerde e Vinoodh Matadin. Hearst ha sfilato per stilisti come Chanel, Fendi, Catherine Malandrino, Nicole Miller e Jeremy Scott.

### Pubblicità
Hearst è apparsa in campagne pubblicitarie per Prada, Louis Vuitton, Alexander McQueen, Bottega Veneta, Sephora, L'Oreal Ferria, DKNY, MYLA Lingerie, H&M, NARS Cosmetics, MAC Cosmetics, Miss Me Jeans, Moschino Cheap & Chic. Nel 2007, è apparsa in French 77 di Puma, dopodiché Puma l'ha ingaggiata per disegnare una linea di borse per la loro collezione.

### Giornalismo
Hearst è stata per un breve periodo editorialista di Page Six, un articolo dell'edizione domenicale del New York Post. Ha anche gestito un blog di lifestyle e moda.

## Vita privata
Hearst ha sposato Chris Hardwick il 20 agosto 2016 a Pasadena, in California. La loro prima figlia è nata nel gennaio 2022.

## Filmografia parziale

### Cinema
- The Last International Playboy, regia di Steve Clark (2008)
- Two Jacks, regia di Bernard Rose (2012)
- Cabin Fever: Patient Zero, regia di Kaare Andrews (2014)
- The Barber, regia di Basel Owies (2014)
- Condemned, regia di Eli Morgan Gesner (2015)
- Sharon Tate - Tra incubo e realtà (The Haunting of Sharon Tate), regia di Daniel Farrands (2019)
- Caccia al killer: Monster (Aileen Wournos: American Boogeywoman), regia di Daniel Farrands (2021)

### Televisione
- Gossip Girl - serie TV (2009)
- Mistresses - Amanti - serie TV (2013)
- Z Nation - serie TV (2018)